# 朱背啄花鸟
朱背啄花鸟（学名：Dicaeum cruentatum），是啄花鸟科啄花鸟属的一种，分布于文莱、老挝、孟加拉国、不丹、中国、越南、印度、泰国、印度尼西亚、缅甸、马来西亚、尼泊尔、新加坡和柬埔寨。该物种的保护状况被评为无危。
朱背啄花鸟的平均体重约为6.3克。栖息地包括种植园、亚热带或热带的湿润低地林、亚热带或热带的旱林和乡村花园。一般生活于低山高大乔木林间，在开阔的山丘平坝地区的稀疏乔木上亦可见。该物种的模式产地在孟加拉。

## 亚种
- 朱背啄花鸟指名亚种（学名：Dicaeum cruentatum cruentatum）。[4]
- 朱背啄花鸟海南亚种（学名：Dicaeum cruentatum hainanum），是中国的特有物种。分布于海南等地。该物种的模式产地在海南岛。[5]